# Эль-Манша
Эль-Манша (араб. المنشاة‎) — город в центральной части Египта, расположенный на территории мухафазы Сохаг.

## История
В древности на месте Эль-Манши располагался город Птолемаида, входивший в состав восьмого септа (нома) Верхнего Египта, который именовался греками Тинисским номом. Страбон в своём труде «География» называет Птолемаиду самым большим из городов Фиваиды, не уступающим Мемфису, и имеющим государственное устройство по греческому образцу.

## Географическое положение
Город находится в юго-западной части мухафазы, на левом берегу реки Нил, на расстоянии приблизительно 10 километров к юго-востоку от Сохага, административного центра провинции. Абсолютная высота — 64 метра над уровнем моря.

## Демография
По данным переписи 2006 года численность населения Эль-Маншы составляла 65 484 человек.
Динамика численности населения города по годам:
| 1996   | 2006   |
| ------ | ------ |
| 50 011 | 65 484 |

## Транспорт
Ближайший аэропорт расположен в городе Асьют.